# Rainer Johannes Homburg
Rainer Johannes Homburg (* 16. Januar 1966 in Gelsenkirchen) ist ein deutscher Organist, Chorleiter, Dirigent und Komponist. Er ist künstlerischer Leiter der Stuttgarter Hymnus-Chorknaben.

## Leben
Homburg wuchs in Brasilien und Wetter an der Ruhr auf und studierte an der Hochschule für Musik und Tanz Köln und der Hochschule für Musik Detmold Dirigieren, Kirchenmusik, Orgel, Musikwissenschaften und Philosophie.
Von 1992 bis März 2010 war er Kantor und Organist an St. Marien in Lemgo, Leiter der MarienKantorei Lemgo sowie der Lemgoer Internationalen Orgeltage und Fachberater für Kirchenmusik in der Lippischen Landeskirche. Im Jahr 2002 wurde er vom Verband evangelischer Kirchenmusikerinnen und Kirchenmusiker in Deutschland in Lippe zum Kirchenmusikdirektor (KMD) ernannt.
2006 wurde er mit dem Ratssiegel durch die Alte Hansestadt Lemgo und dem „Stern des Jahres“ durch die Zeitungsgemeinschaft von Neuer Westfälischer, Haller Kreisblatt und Lippischer Landeszeitung, jeweils in Würdigung herausragender Leistungen im Kulturleben der Region Ostwestfalen ausgezeichnet.
2008 wurde Rainer Johannes Homburg für die CD-Aufnahme der Missa St. Michaelis Archangeli von Johann Caspar Ferdinand Fischer mit dem Echo Klassik ausgezeichnet. Dirigentisch ist er auch im Bereich der Neuen Musik engagiert. Eine intensive Zusammenarbeit verbindet ihn mit der Nordwestdeutschen Philharmonie Herford, Gastdirigate führten ihn u. a. zum Folkwang Kammerorchester Essen.
Mit „Handel’s Company“ widmet er sich der Erforschung Alter Musik. Auf den bisherigen CD-Aufnahmen ist Musik von Gottfried Heinrich Stölzel aus den Manuskripten des 18. Jahrhunderts erstmals wieder zum Klingen gebracht worden. Konzertreisen, Lehrtätigkeit und Aufnahmen für Rundfunk und Fernsehen runden das Bild seines Schaffens ab.
2008 übernahm er einen Lehrauftrag an der Hochschule für Musik in Detmold.
Seit April 2010 ist Rainer Johannes Homburg künstlerischer Leiter der Stuttgarter Hymnus-Chorknaben.  